# مارک لوتز (بازیگر)
مارک لوتز (به انگلیسی: Mark Lutz) (زاده ۱۴ فوریه ۱۹۷۰) بازیگر کانادایی است.
از کارهای معروف او می‌توان به بازی در فیلم یک تعویض مقدس اشاره کرد.